# دنیای پیچ‌خورده کودکی
دنیای پیچ‌خوردهٔ کودکی (به انگلیسی: The Twisted Childhood Universe) (اختصاری TCU)، یک دنیای سینمایی و تداوم مشترک یک سری فیلم‌های مستقل است که از اقتباس‌های ترسناک از شخصیت‌های رسانه‌ای افسانه‌ای مختلف کودکان در مالکیت عمومی تشکیل شده است. این دنیای سینمایی توسط ریس فریک-واترفیلد طراحی و ساخته شد و توسط استودیوی فیلمسازی جگد اِج پروداکشنز تهیه شده است. داستان حول محور شخصیت‌های محبوب داستان‌های دوران کودکی است که از طریق لنز داستان‌گویی این شخصیت‌ها به هیولاهای قاتل تاریک تبدیل شده‌اند.
قسمت اول این فرنچایز، وینی پو: خون و عسل، با استقبال گسترده منفی منتقدان و طرفداران مواجه شد، اگرچه در گیشه سودآور بود. کیفیت فیلم زیر سؤال رفت و نقدهایی به فیلمنامه، بازیگری، فیلمبرداری و استفاده از طنز آن وارد شد. در پاسخ به این موضوع، کارگردان اعلام کرد که مصمم است استاندارد را با فیلم‌های آینده این فرنچایز بالا ببرد.

## توسعه
در سال ۲۰۲۲، پس از ورود وینی پو به مالکیت عمومی، جگد اِج پروداکشنز تولید یک اقتباس ترسناک را آغاز کرد. با انتشار اولین تصاویر تبلیغاتی، این فیلم تبدیل به یک سر و صدا در اینترنت شد. پس از اکران محدود فیلم، در نهایت یک موفقیت مالی تلقی شد و ۵ میلیون دلار در مقابل بوجه اندک ۱۰۰٫۰۰۰ دلاری خود فروش داشت. پس از این سود پولی، جگد اِج پروداکشنز اعلام کرد که قصد دارد دنباله‌ای با بودجه بالاتری تولید کند، در حالی که همچنین اعلام کرد که یک دنیای سینمایی که در آن زمان نامش مشخص نشده بود، دارای شخصیت‌هایی از داستان‌های مختلف کودکان در حال توسعه می‌باشد. در فوریه ۲۰۲۳، همچنین بیان شد که شخصیت‌های هر یک از فیلم‌های منفرد در نهایت صفحه نمایش را در قالب یک تقاطع به اشتراک خواهند گذاشت.
در مارس ۲۰۲۴، جگد اِج پروداکشنز رسماً اعلام کرد که این فرنچایز با عنوان «The Twisted Childhood Universe» نامگذاری شده است، در حالی که فهرست کاملی از فیلم‌ها را نیز اعلام کرد که در یک فیلم متقاطع به اوج خود می‌رسد.

## فیلم‌ها

### منتشر شده
| فیلم                 | تاریخ انتشار انگلستان | کارگردان          | فیلمنامه‌نویس(ها)  | تهیه‌کنندگان                    |
| -------------------- | --------------------- | ----------------- | ----------------- | ------------------------------ |
| وینی پو: خون و عسل   | ۱۰ مارس ۲۰۲۳          | ریس فریک-واترفیلد | ریس فریک-واترفیلد | ریس فریک-واترفیلد و اسکات جفری |
| وینی پو: خون و عسل ۲ | ۲۶ مارس ۲۰۲۴          | ریس فریک-واترفیلد | مت لزلی           | ریس فریک-واترفیلد و اسکات جفری |

### آینده
| فیلم                       | تاریخ انتشار انگلستان | کارگردان          | فیلمنامه‌نویس (ها) | تهیه‌کنندگان                    | وضعیت        |
| -------------------------- | --------------------- | ----------------- | ----------------- | ------------------------------ | ------------ |
| بامبی: تسویه حساب          | ۲۰۲۴                  | دن آلن            | ریس وارینگتون     | ریس فریک-واترفیلد و اسکات جفری | پس تولید     |
| کابوس نورلند پیتر پن       | ۲۰۲۴                  | اسکات جفری        | TBA               | ریس فریک-واترفیلد و اسکات جفری | پیش تولید    |
| پینوکیو:بدون بند           | ۲۰۲۴                  | TBA               | TBA               | ریس فریک-واترفیلد و اسکات جفری | پیش تولید    |
| پونیورس:هیولاها جمع میشوند | ۲۰۲۵                  | ریس فریک-واترفیلد | TBA               | ریس فریک-واترفیلد و اسکات جفری | پیش تولید    |
| وینی پو:خون و عسل ۳        | TBA                   | TBA               | TBA               | ریس فریک-واترفیلد و اسکات جفری | در حال توسعه |
| زیبای خفته:بیداری          | TBA                   | TBA               | TBA               | ریس فریک-واترفیلد و اسکات جفری | در حال توسعه |
|                            |                       |                   |                   | ریس فریک-واترفیلد و اسکات جفری |              |

## بازخورد
| فیلم                 | تاریخ انتشار انگلستان | درآمد ناخالص باکس آفیس | بودجه        |
| -------------------- | --------------------- | ---------------------- | ------------ |
| وینی پو: خون و عسل   | ۱۰ مارس ۲۰۲۳          | ۵٫۲ میلیون دلار        | ۱۰۰۰۰۰ دلار  |
| وینی پو: خون و عسل ۲ | ۲۶ مارس ۲۰۲۴          | ۱ میلیون دلار          | ۵۰۰٬۰۰۰ دلار |

| فیلم                 |              |               |
| فیلم                 | راتن تومیتوز | متاکریتیک     |
| -------------------- | ------------ | ------------- |
| وینی پو: خون و عسل   | ۳٪ (۶۲ نظر)  | ۱۶ (۱۹ بررسی) |
| وینی پو: خون و عسل ۲ | ۵۰٪ (۲۶ نظر) | ۳۶ (۶ بررسی)  |